# Jacek Drewnowski
Jacek Drewnowski (ur. w 1974 w Warszawie) – polski tłumacz, redaktor i pisarz związany z komiksem i fantastyką.

## Życiorys
Studiował italianistykę na Uniwersytecie Warszawskim.
Członek grupy literackiej Klub Tfurców, redaktor naczelny jej fanzinu literackiego Fantom. Redaktor naczelny magazynów komiksowych: Gwiezdne wojny – Komiks oraz Star Wars – Komiks. Był stałym współpracownikiem takich czasopism jak Fenix, Magia i Miecz i Komiks Gigant.
Literacko zadebiutował dwoma opowiadaniami Dokleję się do wszystkich .exe i Opowieść o herosie w Feniksie 5/94, a jego opowiadanie Robimy rewolucję dało tytuł antologii wydanej w 2000 roku – z okazji 20-lecia istnienia Klubu Tfurców. W zbiorze wydanym na 25-lecie klubu również zamieszczono opowiadanie Jacka Drewnowskiego – był to utwór Brulion.
Od 1997 pracuje przede wszystkim jako tłumacz komiksów i książek – zarówno z angielskiego jak i włoskiego.
Jest wieloletnim współpracownikiem wydawnictwa Egmont w tematyce Gwiezdnych wojen i Kaczora Donalda – redagował i tłumaczył książki, komiksy i czasopisma.

## Życie prywatne
Ma córkę Helenę. Jego brat Maciej również jest tłumaczem komiksów.

## Tłumaczenia
Przetłumaczył m.in.:
- Alicję w Krainie Czarów Lewisa Carrolla[11],
- komiksy Willa Eisnera (Umowa z Bogiem), Alana Moore’a (Strażnicy[12], V jak Vendetta[13]) i Tiziano Sclaviego (seria o Dylan Dogu),
- komiksowe opowieści ze świata Kaczora Donalda publikowane w magazynie Kaczor Donald i serii Komiksy z Kaczogrodu,
- książki m.in.: Christophera Moore’a, Philipa Reeve’a i Michaela Granta(inne języki) (cykl Gone) czy trylogię Morze Trolli Nancy Farmer i cykl o Septimusie Heapie autorstwa Angie Sage.
- liczne powieści i antologie opowiadań ze świata Gwiezdnych wojen.